# ヴァッレフォリア
ヴァッレフォリア（伊: Vallefoglia）は、イタリア共和国マルケ州ペーザロ・エ・ウルビーノ県にある、人口約15,000人の基礎自治体（コムーネ）。
コムーネ統廃合 (it:Fusione di comuni italiani) により、2014年1月1日にコルボルドロとサンタンジェロ・イン・リッツォーラが合併して新自治体が発足した。

## 地理

### 位置・広がり

#### 隣接コムーネ
隣接するコムーネは以下の通り。括弧内のRNはリミニ県所属を示す。
- モンテカルヴォ・イン・フォーリア
- モンテグリドルフォ (RN)
- モンテラッバーテ
- ペトリアーノ
- ペーザロ
- タヴッリア
- ウルビーノ

### 地震分類
ヴァッレフォリアにおけるイタリアの地震リスク階級 (it) は、zona 2 (sismicità media) に分類される。

## 行政

### 分離集落
ヴァッレフォリアには、以下の分離集落（フラツィオーネ）がある。
- Colbordolo,Bottega, Montecchio, Montefabbri, Morciola, Sant'Angelo in Lizzola (sede comunale), Talacchio, Monte Di Montecchio, Cappone, Piana Di Talacchio, Monte Di Colbordolo, Pontevecchio